# George Fest
George Fest : A Night to Celebrate the Music of George Harrison est un album live de divers artiste en hommage  a l'auteur-compositeur, chanteur et  guitariste des Beatles, George Harrison. L'album et le documentaire tiré, furent commercialisés dans un coffret DVD, sorti le 26 février 2016.
Le concert enregistré le 28 septembre 2014 au Fonda Theatre sur Hollywood Boulevard à Los Angeles, réunissait entre autres : Brian Wilson et Al Jardine des Beach Boys, Dhani Harrison, Norah Jones, Flaming Lips, Conan O'Brien, Britt Daniel (en) des Spoon, Brandon Flowers, "Weird Al" Yankovic, Ann Wilson, Ian Astbury et Ben Harper.

## Liste des chansons

### Disque 1
Toutes les chansons sont écrites et composées par George Harrison, sauf mention contraire.
| No  | Titre                                     | Auteur     | Chant principal                | Durée |
| --- | ----------------------------------------- | ---------- | ------------------------------ | ----- |
| 1.  | Introduction                              |            |                                | 6:18  |
| 2.  | Old Brown Shoe (The Beatles)              |            | Conan O'Brien                  |       |
| 3.  | I Me Mine (The Beatles)                   |            | Britt Daniel (en)              |       |
| 4.  | Ballad of Sir Frankie Crisp (Let It Roll) |            | Jonathan Bates, Dhani Harrison |       |
| 5.  | Something                                 |            | Norah Jones                    |       |
| 6.  | Got My Mind Set on You                    | Rudy Clark | Brendon Flower                 |       |
| 7.  | If Not for You                            | Bob Dylan  | Heartless Bastards             |       |
| 8.  | Be Here Now                               |            | Ian Astbury                    |       |
| 9.  | Wah-Wah                                   |            | Nick Valensi                   |       |
| 10. | If I Needed Someone (The Beatles)         |            | Jamestown Revival              |       |
| 11. | Art of Dying                              |            | Black Rebel Motocycle Club     |       |
| 12. | Savoy Truffle (The Beatles)               |            | Dahni Harrison                 |       |
| 13. | For You Blue (The Beatles)                |            | Chase Cohl, Brian Bell         | 4:30  |
| 14. | Beware of Darkness                        |            | Ann Wilson                     |       |

### Disque 2
| No  | Titre                                 | Auteur                                                   | Chant principal                                                                                   | Durée |
| --- | ------------------------------------- | -------------------------------------------------------- | ------------------------------------------------------------------------------------------------- | ----- |
| 1.  | Let It Down                           |                                                          | Dahni Harrison                                                                                    |       |
| 2.  | Give Me Love (Give Me Peace on Earth) |                                                          | Ben Harper                                                                                        |       |
| 3.  | Here Comes the Sun (The Beatles)      |                                                          | Perry Farrell                                                                                     |       |
| 4.  | What Is Life                          |                                                          | "Weird Al" Yankovic                                                                               |       |
| 5.  | Behind That Locked Door               |                                                          | Norah Jones                                                                                       |       |
| 6.  | My Sweet Lord                         |                                                          | Brian Wilson et Al Jardine                                                                        |       |
| 7.  | Isn't It a Pity                       |                                                          | The Black Ryder                                                                                   |       |
| 8.  | Any Road                              |                                                          | Butch Walker                                                                                      | 3:07  |
| 9.  | I'd Have You Anytime                  | Harrison, Dylan                                          | Karen Elson                                                                                       | 4:07  |
| 10. | Taxman (The Beatles)                  |                                                          | Cold War Kids                                                                                     | 4:45  |
| 11. | It's All Too Much (The Beatles)       |                                                          | Flaming Lips                                                                                      | 4:49  |
| 12. | Handle with Care (Traveling Wilburys) | Nelson, Lucky, Otis & Lefty Wilbury et Charlie T. Junior | Brandon Flowers, Dhani Harrison, Jonathan Bates, "Weird Al" Yankovic, Britt Daniel et Wayne Coyne |       |
| 13. | All Things Must Pass                  |                                                          | Ann Wilson, Dhani Harrison, Karen Elson et Norah Jones                                            |       |

## Charts
| Classement (2016)          | Position |
| -------------------------- | -------- |
| Australie Classement album | 41       |
| États-Unis Billboard 200   | 114      |